# ماركو توماس
ماركو توماس (بالكرواتية: Marko Tomas) مواليد 3 يناير 1985 في كوبريفنيتسا، جمهورية كرواتيا الاشتراكية، هو لاعب كرة سلة كرواتي. بدأ مسيرته الاحترافية في سنة 2000. يحمل الرقم 33. يبلغ طوله 6 قدم 7 بوصة (2.0 م). مثّل منتخب بلاده. شارك في دورة الألعاب الأولمبية الصيفية سنة 2008.

## المسيرة الاحترافية
لعب مع ريال مدريد لكرة السلة في الدوري الإسباني من سنة 2005 إلى 2007، ثم لعب مع بالونكيستو فوينلابرادا في موسم 2007–2008، ثم لعب مع ريال مدريد في موسم 2008–2009، ثم لعب مع نادي سيبونا لكرة السلة في موسم 2009–2010، ثم لعب مع فنربخشة لكرة السلة في الدوري التركي من سنة 2010 إلى 2012.

## إحصائيات المسيرة

### الدوري الأوروبي
| السنة   | الفريق                 | لعب | بدأ | دقيقة | ميداني% | ثلاثية | حرة  | ارتداد | صنع | استلاب | تصدي | نقطة | أداء |
| ------- | ---------------------- | --- | --- | ----- | ------- | ------ | ---- | ------ | --- | ------ | ---- | ---- | ---- |
| 2005–06 | ريال مدريد لكرة السلة  | 15  | 6   | 23.4  | .413    | .410   | .833 | 2.1    | 1.8 | .9     | .0   | 6.5  | 5.2  |
| 2008–09 | ريال مدريد لكرة السلة  | 17  | 3   | 13.3  | .439    | .313   | .846 | 1.7    | .6  | .6     | .1   | 5.3  | 5.2  |
| 2009–10 | نادي سيبونا لكرة السلة | 16  | 16  | 34.2  | .389    | .330   | .809 | 3.1    | 1.9 | 1.1    | .3   | 16.4 | 14.3 |
| 2010–11 | فنربخشة لكرة السلة     | 15  | 14  | 22.7  | .402    | .418   | .676 | 3.1    | 1.3 | .7     | .0   | 8.5  | 6.7  |
| 2011–12 | فنربخشة لكرة السلة     | 6   | 3   | 16.4  | .280    | .286   | .750 | 1.7    | .3  | .8     | .0   | 3.5  | 1.0  |
| 2012–13 | كاديفيتا               | 4   | 0   | 15.8  | .250    | .222   | .778 | 2.0    | .3  | .3     | .0   | 4.3  | 1.8  |
| 2014–15 | كاديفيتا               | 1   | 0   | 25.3  | .222    | .200   | .000 | 4.0    | .0  | 1.0    | .0   | 5.0  | 3.0  |
| المسيرة |                        | 74  | 42  | 22.3  | .389    | .350   | .790 | 2.4    | 1.2 | .8     | .1   | 8.5  | 7.0  |

## روابط خارجية
- ماركو توماس على موقع الاتحاد الدولي لكرة السلة (الإنجليزية)
- ماركو توماس على موقع الدوري الأوروبي لكرة السلة (الإنجليزية)
- ماركو توماس على موقع الدوري الإسباني لكرة السلة (الإسبانية)
- ماركو توماس على موقع كرة السلة الأوروبية.كوم (الإنجليزية)
- ماركو توماس على موقع DraftExpress.com (الإنجليزية)
- ماركو توماس على موقع ريلجم (الإنجليزية)
- ماركو توماس على موقع بروبوليرز (الإنجليزية)
- ماركو توماس على موقع سبورتس رفرنس (الإنجليزية)
- ماركو توماس على موقع أوليمبيديا (الإنجليزية)